# 费米能
費米能量（英語：Fermi energy）是固體物理學中的一个概念。無相互作用的费米子组成的系统中，费米能量（{\displaystyle E_{\mathrm {F} }}）常常表示在该系统中加入一个粒子后可能引起的基态能量的最小增量。费米能亦可等价定义为在绝对零度时，处于基态的费米子系统的化学势（chemical potential），或上述系统中处于基态的单个费米子的最高能量。费米能量是凝聚體物理學的核心概念之一。
虽然严格来说，费米能是指费米子系统在趋于绝对零度时的化学势；但是在半导体物理和电子学领域中，费米能则经常被当做电子或空穴化学势的代名词。一般来说，「费米能」这个术语所代表的含义可以从上下语境中判断。
费米能以提出此概念的美籍意大利裔物理学家恩里科·费米（Enrico Fermi）的名字命名。

## 三维形式的推导
考虑一个处于边长为L的正方体内无相互作用的费米子（如電子）组成的固態系统，其总体积V = L3。由於該系統中的電子為其餘離子所共享，並不束縛於特定的離子，不考慮電子間的相互作用以及彼此間的散射作用，與電子和離子間的散射作用，亦不考慮電子的自旋耦合作用，綜上，電子可視為束縛在該固態系統中的自由粒子，而由於採用以上的近似，故電子在該固態系統中的能量為三维无限深方形阱中的特徵能量，為量子化分布。因此该系统的波函数可写为：
{\displaystyle \psi =A\sin \left({\frac {n_{x}\pi x}{L}}\right)\sin \left({\frac {n_{y}\pi y}{L}}\right)\sin \left({\frac {n_{z}\pi z}{L}}\right)\,}
其中
A为波函数的归一化常数，
nx、ny、nz为正整数
在某一能级上一个粒子的能量为：
{\displaystyle E_{n}={\frac {\hbar ^{2}\pi ^{2}}{2mL^{2}}}\left(n_{x}^{2}+n_{y}^{2}+n_{z}^{2}\right)\,}
在绝对零度时，该费米子系统中存在具有最高能量即费米能的一个粒子，将该粒子所处的态记为nF。对于具有N个费米子的系统，其nF须满足：
{\displaystyle N={\frac {1}{8}}\times 2\times {\frac {4}{3}}\pi n_{F}^{3}\,}
或简化为
{\displaystyle n_{F}=\left({\frac {3N}{\pi }}\right)^{1/3}}
带入En能量式，即得到费米能的表达式：
| {\displaystyle E_{F}\,} | {\displaystyle ={\frac {\hbar ^{2}\pi ^{2}}{2mL^{2}}}n_{F}^{2}}                             |
|                         | {\displaystyle ={\frac {\hbar ^{2}\pi ^{2}}{2mL^{2}}}\left({\frac {3N}{\pi }}\right)^{2/3}} |
利用几何关系（将L2写成V2/3），既得到用单位体积中的粒子数表示的费米能：
| {\displaystyle E_{F}={\frac {\hbar ^{2}}{2m}}\left({\frac {3\pi ^{2}N}{V}}\right)^{2/3}\,} |
其中
{\displaystyle \hbar }为约化普朗克常数{\displaystyle =1.055\times 10^{-34}\ {\mbox{J}}\cdot {\mbox{s}}}
m为粒子质量。

## 典型的费米能

### 白矮星
白矮星是宇宙中一类质量与太阳相当，但半径约只有太阳的1/100的天体。这种天体的高密度使的其中的电子不是被各自所属的单个原子核束缚，而是以简并电子气的形式存在。白矮星中的体积电子数密度为1036个/m3量级。利用前面的公式可以得到其费米能为：
{\displaystyle E_{F}={\frac {\hbar ^{2}}{2m_{e}}}\left({\frac {3\pi ^{2}(10^{36})}{1\ \mathrm {m} ^{3}}}\right)^{2/3}\approx 3\times 10^{5}\ \mathrm {eV} \,}

### 原子核
另一个典型例子是构成原子核的核子（即质子和中子）。原子核半径约为：
{\displaystyle R=\left(1.5\times 10^{-15}\mathrm {m} \right)\times A^{1/3}}
其中A为核子数。
所以原子核的核子数密度为：
{\displaystyle n={\frac {A}{{\begin{matrix}{\frac {4}{3}}\end{matrix}}\pi R^{3}}}\approx 7\times 10^{43}\ \mathrm {m} ^{-3}}
所以原子核的费米能约为：
{\displaystyle E_{F}={\frac {\hbar ^{2}}{2m_{p}}}\left({\frac {3\pi ^{2}(7\times 10^{43})}{1\ \mathrm {m} ^{3}}}\right)^{2/3}\approx 33\times 10^{6}\ \mathrm {eV} =33\ \mathrm {MeV} }

## 费米能级
费米能级是绝对零度下电子的最高能级。根据泡利不相容原理，同一个量子态不能容纳两个或两个以上的费米子，所以在绝对零度下，电子将从低到高依次填充各能级，形成电子能态的“费米海”（页面存档备份，存于） 。“费米海”中每个电子的平均能量为（绝对零度下）：
{\displaystyle E_{av}={\frac {3}{5}}E_{F}}
其中{\displaystyle E_{F}}为费米能。
费米面上电子（或其它费米子）的动量称为费米动量，满足：
{\displaystyle p_{F}={\sqrt {2m_{e}E_{F}}}}
其中{\displaystyle m_{e}}为电子质量。
这个概念通常应用在能量和动量之间的色散关系上，与动量的方向无关。更一般的情况下，费米能更具有普遍意义。
费米速度指绝对零度下电子绕原子核运动的最高速度，该速度对应于前面给出的费米能量。费米速度定义为：
{\displaystyle V_{F}={\sqrt {\frac {2E_{F}}{m_{e}}}}}
其中{\displaystyle m_{e}}为电子质量。
另一个相关的概念是费米温度，定义为：
{\displaystyle T_{F}={\frac {E_{F}}{k_{B}}}}
其中kB为玻尔兹曼常数。
物质在费米温度以下会越来越显著地表现出量子效应。

## 量子力学解释

各種物質在達成平衡時電子能帶結構的填補情形。由於泡利不相容原理，電子會填滿所有能級至費米能級，在金屬或半金屬裏，費米能級位於能帶內。在絕緣體與半導體裏，費米能級位於帶隙內。

根据量子力学理论，具有半奇数自旋量子数（通常为1/2）的费米子，如电子，遵循泡利不相容原理，即一个量子态只能被一个粒子所占据。因此，费米子在能级中的分布遵循费米-狄拉克分布。一个由无相互作用的费米子组成的系统的基态模型可按照如下的方法构造：从无粒子系统开始，将粒子逐个填入现有而未被占据的最低能量的量子态，直到所有粒子全部填完。此时，系统的费米能就是最高占据分子轨道（highest occupied molecular orbital，缩写为HOMO）的能量。在导电材料中，HOMO与最低未占据分子轨道（lowest unoccupied molecular orbital，缩写为LUMO）是等价的。但在其它材料中，上述两个轨道的能量会相差2-3电子伏。事实上这一能隙在导体中也存在，只是小得可以忽略而已。

## 自由电子气
自由电子气是借用理想气体模型描述费米子系统性质的量子力学模型。该模型中，粒子所处的量子态可用它们具有的动量来表征。对于周期性系统，譬如在金属原子点阵中运动的电子，亦可类似地引入“准动量”的概念以表征量子态（参见条目布洛赫波）。无论上述哪种模型，其具有费米能的量子态都处于动量空间中的一个确定的曲面上，这个曲面称为费米面。自由电子气的费米面是一个球面；周期体系中的费米面则通常是扭曲面（参见条目布里渊区）。费米面包围的体积决定了系统中的电子数，而费米面的拓扑结构则与金属的各种传导性质（如电导率）直接相关。对费米面的研究有时被称为“费米学”（Fermiology）。如今，绝大多数金属的费米面均已经有较透彻的理论与实验研究。
自由电子气的费米能与化学势之间存在如下关系：
{\displaystyle \mu =E_{F}\left[1-{\frac {\pi ^{2}}{12}}\left({\frac {k_{B}T}{E_{F}}}\right)^{2}+{\frac {\pi ^{4}}{80}}\left({\frac {k_{B}T}{E_{F}}}\right)^{4}+\cdots \right]}
其中EF为费米能，kB为玻尔兹曼常数，T为绝对温度。从上式可以看出，当温度远低于费米温度EF/kB时，系统的化学势与费米能近似相等。金属的费米温度为105K量级，因此在室温（300 K）下，系统的费米能与化学势基本上是相等的。这在应用上是一个重要的结论，因为费米-狄拉克分布的表达式中出现的是化学势，而不是费米能